# بوسوست
بوسوست (به اسپانیایی: Bosost) یک منطقهٔ مسکونی در اسپانیا است که در دره آران واقع شده‌است. بوسوست ۲۸٫۲ کیلومتر مربع مساحت دارد ۹۲۴ متر بالاتر از سطح دریا واقع شده‌است.